# Vòng loại Giải vô địch bóng đá thế giới 2010 – Khu vực châu Á (Vòng 1)
Các trận đấu thuộc vòng thứ nhất của vòng loại Giải vô địch bóng đá thế giới 2010 khu vực châu Á diễn ra từ ngày 8 đến ngày 30 tháng 10 năm 2007.

## Thể thức
Tổng cộng 38 đội tuyển (xếp hạng từ 6 đến 43 trong danh sách tham dự của AFC) được bốc thăm chia thành 19 cặp đấu, mỗi cặp thi đấu theo thể thức loại trực tiếp hai lượt trận trên sân nhà và sân khách. 19 đội chiến thắng sẽ giành quyền đi tiếp, trong đó 11 đội có thứ hạng cao nhất được vào thẳng vòng 3, tám đội còn lại thi đấu tại vòng 2.

## Lịch thi đấu
Lịch thi đấu như sau.
| Lượt đấu | Các ngày                |
| -------- | ----------------------- |
| Lượt đi  | 8–22 tháng 10 năm 2007  |
| Lượt về  | 15–30 tháng 10 năm 2007 |

## Bốc thăm
Lễ bốc thăm phân cặp cho vòng loại thứ nhất được tổ chức vào ngày 6 tháng 8 năm 2007 tại trụ sở AFC ở Kuala Lumpur, Malaysia. 38 đội tuyển được chia đều vào hai nhóm, nhóm A gồm các đội xếp thứ hạng từ 6 đến 24 và nhóm B gồm các đội xếp thứ hạng từ 25 đến 43. Mỗi cặp đấu sẽ bao gồm một đội từ nhóm A và một đội từ nhóm B. Con số trong ngoặc đơn cho biết thứ hạng tổng thể của các đội tuyển trên bảng xếp hạng của AFC tại vòng loại FIFA World Cup 2006.
Lưu ý: Các đội tuyển in đậm giành quyền lọt vào vòng 2.
| Nhóm A | Nhóm B |
| --- | --- |
| - Bahrain (6) - Uzbekistan (7) - Kuwait (8) - CHDCND Triều Tiên (9) - Trung Quốc (10) - Jordan (11) - Iraq (12) - Liban (13) - Oman (14) - UAE (15) - Qatar (16) - Syria (17) - Palestine (18) - Thái Lan (19) - Turkmenistan (20) - Tajikistan (21) - Indonesia (22) - Hồng Kông (23) - Yemen (24) | - Việt Nam (25) - Kyrgyzstan (26) - Maldives (27) - Ấn Độ (28) - Singapore (29) - Sri Lanka (30) - Malaysia (31) - Đài Bắc Trung Hoa (32) - Bangladesh (33) - Ma Cao (34) - Pakistan (35) - Afghanistan (36) - Mông Cổ (37) - Guam (38) - Nepal (39) - Campuchia (40) - Bhutan (41) - Myanmar (42) - Đông Timor (43) |

## Tóm tắt
19 đội thắng sẽ giành quyền vào vòng 2.
| Đội 1      | TTS         | Đội 2             | Lượt đi | Lượt về      |
| ---------- | ----------- | ----------------- | ------- | ------------ |
| Pakistan   | 0–7         | Iraq              | 0–7     | 0–0          |
| Uzbekistan | 11–0        | Đài Bắc Trung Hoa | 9–0     | 2–0          |
| Thái Lan   | 13–2        | Ma Cao            | 6–1     | 7–1          |
| Sri Lanka  | 0–6         | Qatar             | 0–1     | 0–5          |
| Trung Quốc | 11–0        | Myanmar           | 7–0     | 4–0          |
| Bhutan     | Hủy         | Kuwait            | —       | —            |
| Kyrgyzstan | 2–2 (5–6 p) | Jordan            | 2–0     | 0–2 (s.h.p.) |
| Việt Nam   | 0–6         | UAE               | 0–1     | 0–5          |
| Bahrain    | 4–1         | Malaysia          | 4–1     | 0–0          |
| Đông Timor | 3–11        | Hồng Kông         | 2–3     | 1–8          |
| Syria      | 5–1         | Afghanistan       | 3–0     | 2–1          |
| Yemen      | 3–2         | Maldives          | 3–0     | 0–2          |
| Bangladesh | 1–6         | Tajikistan        | 1–1     | 0–5          |
| Mông Cổ    | 2–9         | CHDCND Triều Tiên | 1–4     | 1–5          |
| Oman       | 4–0         | Nepal             | 2–0     | 2–0          |
| Palestine  | 0–7         | Singapore         | 0–4     | 0–3          |
| Liban      | 6–3         | Ấn Độ             | 4–1     | 2–2          |
| Campuchia  | 1–5         | Turkmenistan      | 0–1     | 1–4          |
| Guam       | Hủy         | Indonesia         | —       | —            |

1. ↑  Bhutan bỏ cuộc.[2]
2. ↑  Singapore được xử thắng 3–0 do Palestine không có mặt cho trận đấu lượt về. Liên đoàn bóng đá Palestine đã kháng cáo để trận đấu được tổ chức lại vì lý do cầu thủ của họ không được phép rời Dải Gaza, nhưng không được FIFA đồng ý.[3]
3. ↑  Guam bỏ cuộc vì lý do tài chính.[4]

## Các trận đấu
| Pakistan | 0–7      | Iraq                                                                |
| -------- | -------- | ------------------------------------------------------------------- |
|          | Chi tiết | Akram 19' · M. Karim 24', 49', 88', 90' · Ghulam 71' · Mohammed 83' |

| Iraq | 0–0      | Pakistan |
| ---- | -------- | -------- |
|      | Chi tiết |          |

Iraq thắng với tổng tỷ số 7–0 và giành quyền vào vòng 3.
| Uzbekistan                                                                                | 9–0      | Đài Bắc Trung Hoa |
| ----------------------------------------------------------------------------------------- | -------- | ----------------- |
| Shatskikh 4', 16', 34', 57', 77' · Kapadze 26' · Karpenko 43' · Bakayev 54' · Salomov 68' | Chi tiết |                   |

| Đài Bắc Trung Hoa | 0–2      | Uzbekistan               |
| ----------------- | -------- | ------------------------ |
|                   | Chi tiết | Inomov 79' · Suyunov 89' |

Uzbekistan thắng với tổng tỷ số 11–0 và giành quyền vào vòng 3.
| Thái Lan                                                                                | 6–1      | Ma Cao             |
| --------------------------------------------------------------------------------------- | -------- | ------------------ |
| Chaikamdee 12', 49' · Dangda 21' · Winothai 55' (ph.đ.) · Phetphun 82' · Thonglao 90+1' | Chi tiết | Trần Kiện Tinh 23' |

| Ma Cao               | 1–7      | Thái Lan                                                                         |
| -------------------- | -------- | -------------------------------------------------------------------------------- |
| Trần Kiện Tinh 90+2' | Chi tiết | Dangda 22' · Sukha 39' · Surasiang 43' · Thonglao 48' · Chaikamdee 53', 57', 86' |

Thái Lan thắng với tổng tỷ số 13–2 và giành quyền vào vòng 2.
| Sri Lanka | 0–1      | Qatar     |
| --------- | -------- | --------- |
|           | Chi tiết | Soria 68' |

| Qatar                                             | 5–0      | Sri Lanka |
| ------------------------------------------------- | -------- | --------- |
| Soria 4', 76' · Bechir 17', 55' · Al-Shammari 85' | Chi tiết |           |

Qatar thắng với tổng tỷ số 6–0 và giành quyền vào vòng 3.
| Trung Quốc                                                                                         | 7–0      | Myanmar |
| -------------------------------------------------------------------------------------------------- | -------- | ------- |
| Khúc Ba 17', 81' · Đỗ Chấn Vũ 22' · Duơng Lâm 58' · Lưu Kiện 63' · Lý Kim Vũ 76' · Lý Vĩ Phong 79' | Chi tiết |         |

| Myanmar | 0–4      | Trung Quốc                                                                |
| ------- | -------- | ------------------------------------------------------------------------- |
|         | Chi tiết | Ngô Vĩ An 13' · Lưu Kiện 14' · Trịnh Bân 35' · Trương Diệu Khôn 39' (pen) |

Trung Quốc thắng với tổng tỷ số 11–0 và giành quyền vào vòng 3.
| Bhutan | Hủy | Kuwait |
| ------ | --- | ------ |
|        |     |        |

Kuwait vào thẳng vòng 3 do Bhutan bỏ cuộc.
| Kyrgyzstan                    | 2–0      | Jordan |
| ----------------------------- | -------- | ------ |
| Esenkul Uulu 45' · Bokoev 76' | Chi tiết |        |

| Jordan                                                | 2–0 (s.h.p.) | Kyrgyzstan                                                       |
| ----------------------------------------------------- | ------------ | ---------------------------------------------------------------- |
| Shelbaieh 34' · Aqel 51' (ph.đ.)                      | Chi tiết     |                                                                  |
| Loạt sút luân lưu                                     |              |                                                                  |
| Abu Alieh · Bawab · Abu Keshek · Amer · Aqel · Bashar | 6–5          | Kudrenko · Harchenko · Samsaliev · Sydykov · Esenkul Uulu · Amin |

Tổng tỷ số là 2–2. Jordan thắng 6–5 trên loạt sút luân lưu và giành quyền vào vòng 3.
| Việt Nam | 0–1      | UAE               |
| -------- | -------- | ----------------- |
|          | Chi tiết | Basheer Saeed 79' |

| UAE                                                                                     | 5–0      | Việt Nam |
| --------------------------------------------------------------------------------------- | -------- | -------- |
| Ismail Matar 13' · Al-Mahri 40' · Al-Shehhi 53' · Al-Darmaki 90' · Al-Kas 90+4' (ph.đ.) | Chi tiết |          |

UAE thắng với tổng tỷ số 6–0 và giành quyền vào vòng 3.
| Bahrain                                                     | 4–1      | Malaysia            |
| ----------------------------------------------------------- | -------- | ------------------- |
| Fatadi 4' · John 15' · Abdulrahman 55' · Hubail 90' (ph.đ.) | Chi tiết | Bunyamin Omar 45+2' |

| Malaysia | 0–0      | Bahrain |
| -------- | -------- | ------- |
|          | Chi tiết |         |

Bahrain thắng với tổng tỷ số 4–1 và giành quyền vào vòng 3.
| Đông Timor        | 2–3      | Hồng Kông                                    |
| ----------------- | -------- | -------------------------------------------- |
| Da Silva 41', 69' | Chi tiết | Trịnh Thiếu Vĩ 25', 50' · Esteves 35' (l.n.) |

| Hồng Kông                                                                                                   | 8–1      | Đông Timor   |
| --- | -------- | ------------ |
| Lư Quân Nghi 2' · Trần Triệu Kì 5', 78', 85' · Tưởng Thế Hào 49' · Trịnh Thiếu Vĩ 67', 70' · Lâm Gia Vĩ 83' | Chi tiết | Da Silva 53' |

Hồng Kông thắng với tổng tỷ số 11–3 và giành quyền vào vòng 2.
| Syria                                           | 3–0      | Afghanistan |
| ----------------------------------------------- | -------- | ----------- |
| Al Zeno 73', 87' (ph.đ.) · Al Sayed 81' (ph.đ.) | Chi tiết |             |

| Afghanistan | 1–2      | Syria                    |
| ----------- | -------- | ------------------------ |
| Karimi 16'  | Chi tiết | Jenyat 17' · Issmael 64' |

Syria thắng với tổng tỷ số 5–1 và giành quyền vào vòng 2.
| Yemen                                    | 3–0      | Maldives |
| ---------------------------------------- | -------- | -------- |
| Salem 44' · Al-Hubaishi 66' · Thabit 80' | Chi tiết |          |

| Maldives                        | 2–0      | Yemen |
| ------------------------------- | -------- | ----- |
| Shamveel Qasim 14' · Ashfaq 67' | Chi tiết |       |

Yemen thắng với tổng tỷ số  3–2 và giành quyền vào vòng 2.
| Bangladesh | 1–1      | Tajikistan           |
| ---------- | -------- | -------------------- |
| Mithu 50'  | Chi tiết | Khakimov 58' (ph.đ.) |

| Tajikistan                                                    | 5–0      | Bangladesh |
| ------------------------------------------------------------- | -------- | ---------- |
| Khakimov 47', 48', 76' (ph.đ.) · Mukhiddinov 51' · Vasiev 71' | Chi tiết |            |

Tajikistan thắng với tổng tỷ số 6–1 và giành quyền vào vòng 2.
| Mông Cổ       | 1–4      | CHDCND Triều Tiên                              |
| ------------- | -------- | ---------------------------------------------- |
| Selenge 90+3' | Chi tiết | Pak Chol-Min 14' · Jong Chol-Min 24', 32', 81' |

| CHDCND Triều Tiên                                                               | 5–1      | Mông Cổ           |
| ------------------------------------------------------------------------------- | -------- | ----------------- |
| Pak Chol-Min 3', 79' · Kim Kuk-Jin 10' · Jong Chol-Min 36' · Jon Kwang-Ik 90+1' | Chi tiết | Lkhümbengarav 41' |

Triều Tiên thắng với tổng tỷ số 9–2 và giành quyền vào vòng 3.
| Oman                             | 2–0      | Nepal |
| -------------------------------- | -------- | ----- |
| Bashir 5' · Mudhafar 21' (ph.đ.) | Chi tiết |       |

| Nepal | 0–2      | Oman                     |
| ----- | -------- | ------------------------ |
|       | Chi tiết | Saleh 29' · Al Hinai 54' |

Oman thắng với tổng tỷ số 4–0 và giành quyền vào vòng 3.
| Palestine | 0–4      | Singapore                                               |
| --------- | -------- | ------------------------------------------------------- |
|           | Chi tiết | Thi Giai Ý 44', 53' · Wilkinson 73' · Noh Alam Shah 86' |

| Singapore | 3–0 Xử thắng | Palestine |
| --------- | ------------ | --------- |
|           | Chi tiết     |           |

Singapore thắng với tổng tỷ số 7–0 và giành quyền vào vòng 2.
| Liban                                     | 4–1      | Ấn Độ      |
| ----------------------------------------- | -------- | ---------- |
| Antar 33' · Ghaddar 62', 76' · El Ali 63' | Chi tiết | Chetri 30' |

| Ấn Độ                   | 2–2      | Liban                    |
| ----------------------- | -------- | ------------------------ |
| Chetri 29' · Dias 90+2' | Chi tiết | Ghaddar 72' (ph.đ.), 85' |

Liban thắng với tổng tỷ số 6–3 và giành quyền vào vòng 3.
| Campuchia | 0–1      | Turkmenistan  |
| --------- | -------- | ------------- |
|           | Chi tiết | Karadanov 85' |

| Turkmenistan                                     | 4–1      | Campuchia |
| ------------------------------------------------ | -------- | --------- |
| Nasyrov 41' · Gevorkyan 50', 66' · Karadanov 74' | Chi tiết | Nasa 12'  |

Turkmenistan thắng với tổng tỷ số 5–1 và giành quyền vào vòng 2.
| Guam | Hủy | Indonesia |
| ---- | --- | --------- |
|      |     |           |

Indonesia vào thẳng vòng 2 do Guam bỏ cuộc.

## Cầu thủ ghi bàn
Đã có 131 bàn thắng ghi được trong 33 trận đấu, trung bình 3.97 bàn thắng mỗi trận đấu.
5 bàn thắng
- Sarayoot Chaikamdee
- Maksim Shatskikh

4 bàn thắng
- Trịnh Thiếu Vĩ
- Mahdi Karim
- Mohammed Ghaddar
- Jong Chol-Min
- Numondzhon Khakimov

3 bàn thắng
- Trần Triệu Kì
- Pak Chol-Min
- Sebastián Soria
- Ary

2 bàn thắng
- Lưu Kiện
- Khúc Ba
- Sunil Chhetri
- Kin Seng Chan
- Sayed Ali Bechir
- Thi Giai Ý
- Mohamed Al Zeno
- Teerasil Dangda
- Datsakorn Thonglao
- Artur Gevorkyan
- Mamedaly Karadanov

1 bàn thắng
- Obaidullah Karimi
- Mahmood Abdulrahman
- Abdulla Baba Fatadi
- A'ala Hubail
- Jaycee John Okwunwanne
- Zumratul Hossain Mithu
- Samel Nasa
- Đỗ Chấn Vũ
- Lý Kim Vũ
- Ngô Vĩ An
- Lý Vĩ Phong
- Dương Lâm
- Trương Diệu Khôn
- Trịnh Bân
- Tưởng Thế Hào
- Lâm Gia Vĩ
- Lư Quân Nghi
- Steven Dias
- Nashat Akram
- Jassim Mohammed Ghulam
- Emad Mohammed
- Hatem Aqel
- Mahmoud Shelbaieh
- Aibek Bokoyev
- Cholponbek Esenku Uulu
- Roda Antar
- Mahmoud El Ali
- Mohd Bunyamin Omar
- Ali Ashfaq
- Shamveel Qasim
- Donorovyn Lkhümbengarav
- Odkhuu Selenge
- Jon Kwang-Ik
- Kim Kuk-Jin
- Mohamed Al Hinai
- Fawzi Bashir
- Hassan Mudhafar
- Hashim Saleh
- Saad Al-Shammari
- Mohd Noh Alam Shah
- John Wilkinson
- Maher Al Sayed
- Feras Esmaeel
- Aatef Jenyat
- Dzhomikhon Mukhiddinov
- Dilshod Vasiev
- Patiparn Phetphun
- Suree Sukha
- Nirut Surasiang
- Teeratep Winothai
- Mekan Nasyrov
- Nawaf Al-Darmaki
- Saeed Al-Kas
- Ahmed Mohammed Al-Mahri
- Mohamed Al-Shehhi
- Ismail Matar
- Basheer Saeed
- Ulugbek Bakayev
- Islom Inomov
- Timur Kapadze
- Victor Karpenko
- Shavkat Salomov
- Ilhomjon Suyunov
- Fekri Al-Hubaishi
- Mohammed Salem
- Haitham Thabit

1 bàn phản lưới nhà
- Alfredo Esteves (trong trận gặp Hồng Kông)